# Disputa sobre el nom de Macedònia

La República de Macedònia (en vermell) i la Macedònia grega (en verd).

La disputa sobre el nom de Macedònia és un conflicte entre Grècia i l'anteriorment coneguda com a Antiga República Iugoslava de Macedònia causat pel desacord entre les dues nacions per l'ús del terme Macedònia. El govern grec s'oposa a l'ús d'aquesta denominació per part del govern macedoni a causa de l'ambigüitat que aquest terme crea entre la República de Macedònia i la regió grega de Macedònia. El govern grec també s'oposa a l'ús del terme macedoni sense l'especificitat entre el poble macedoni i l'idioma. Aquesta disputa es va intensificar al punt de requerir mediació internacional per part de l'Organització de les Nacions Unides.
Freqüentment s'usava la referència provisional «Antiga República Iugoslava de Macedònia» (ARYM per les seves sigles en espanyol, FYROM per les sigles en anglès de Former Yugoslav Republic of Macedònia) per part d'aquells països que no reconeixien el nom constitucional República de Macedònia. Malgrat això, l'Assemblea General de les Nacions Unides acceptaria qualsevol conclusió que acabés amb la disputa entre tots dos països. El debat causat per les postures d'ambdues nacions va involucrar la participació de polítics, acadèmics i mitjans de comunicació.
Al llarg del temps, es van intentar una sèrie de negociacions per a la resolució de la disputa, incloent-hi la cimera de l'OTAN de 2008 a Bucarest. No obstant això, aquests intents de resoldre la contesa van fracassar i van impedir l'ingrés de Macedònia a l'OTAN a causa d'objeccions per part de Grècia. Després d'anys de conflicte, els dos països van arribar a l'acord de canviar el nom de l'Antiga República Iugoslava de Macedònia pel de Macedònia del Nord.

## Antecedents històrics
El territori actual de la República de Macedònia va formar part de l'antiga regió otomana de Rumèlia, la mateixa que es corresponia amb les antigues províncies romanes i romanes d'Orient de Macedònia i Tracia. El 2 d'agost de 1903, un grup armat d'origen búlgar conegut com l'Organització Interna Revolucionària de Macedònia (OIRM) va dirigir la Revolta de Ilinden amb el propòsit d'aconseguir la independència de Macedònia de l'Imperi Otomà. El fracàs d'aquesta revolta va donar lloc a dues postures dins de la OIRM: la primera donava suport a la possibilitat d'aconseguir la independència de Macedònia o bé una possible unificació d'una federació balcànica liderada pel revolucionari independentista Iane Sandanski, mentre que la segona postura donava suport a la inclusió del territori macedoni a Bulgària.

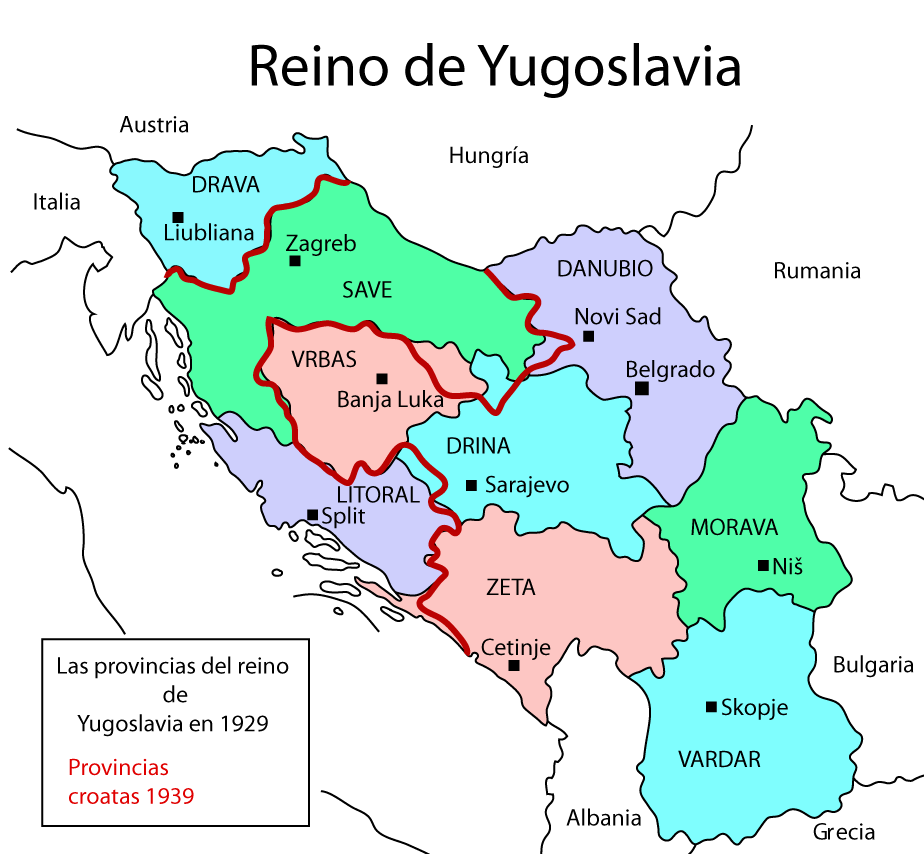
Mapa de les províncies del Regne de Iugoslàvia entre 1929 i 1941. Vegeu la província de Vardar (Vardar Banovina) al sud.

Després de la infructuosa revolta de Ilinden, els moviments revolucionaris van cessar però van atorgar suport a les milícies gregues, sèrbies i búlgares que lluitaven en contra de l'exèrcit otomà al territori macedoni. Aquests constants combats van ser la causa de la Primera Guerra dels Balcans. En culminar aquesta guerra al maig de 1913, els territoris macedonis van ser ocupats per Bulgària segons l'acordat en el Tractat de Londres de 1913; però al cap de poc va començar la Segona Guerra dels Balcans, que va finalitzar amb la derrota de Bulgària. Com a resultat d'aquest conflicte armat, els territoris macedonis van passar a formar part de Sèrbia, Grècia i Albània segons establí el Tractat de Bucarest. El setembre del 1914 es va iniciar la Primera Guerra Mundial i Bulgària es va alinear amb les Potències Centrals. En el transcurs del conflicte, Bulgària va envair i va derrotar a Sèrbia a Salónica conquerint de nou els territoris macedonis fins a 1918, data en la qual va acabar la guerra. Bulgària a l'any següent va signar el Tractat de Neuilly-sud-Seine, on va cedir alguns dels seus territoris a Macedònia al recentment fundat Regne dels Serbis, Croats i Eslovens.
El Regne dels Serbis, Croats i Eslovens en 1929 va canviar el seu nom a Regne de Iugoslàvia i va reformar la seva divisió administrativa en banovinas (províncies). Una d'elles va ser una província anomenada Vardar Banovina, que ocupava els territoris de l'actual República de Macedònia, el sud de Sèrbia i el sud-est de Kosovo. El Regne de Iugoslàvia va deixar d'existir el 17 d'abril de 1941 en els començaments de la Segona Guerra Mundial quan les tropes alemanyes van prendre Belgrad i posteriorment, el territori de la República de Macedònia va ser inclòs en les extensions territorials de Bulgària. En 1941, va començar la Guerra d'Alliberament de Macedònia amb la intenció d'alliberar a Macedònia de l'ocupació de l'Eix. Aquesta lluita va ser lliurada per partisans de l'Exèrcit Macedoni d'Alliberament Nacional fins a 1944. El 2 d'agost de 1944, l'Assemblea Antifeixista per a l'Alliberament Nacional de Macedònia va establir la República Popular de Macedònia com a part de l'estructura administrativa de Iugoslàvia.
El 1946, el govern iugoslau va manifestar la seva intenció d'unificar la Macedònia del Pirin (Bulgària) dins de la República Popular de Macedònia. El govern búlgar va acceptar la proposta al principi, ja que Iugoslàvia i la Unió Soviètica van prometre donar suport a una reclamació territorial de Bulgària a les costes del mar Egeu. En 1948, Tito va trencar les relacions diplomàtiques amb la Unió Soviètica, motiu pel qual la Lliga de Comunistes de Iugoslàvia va ser expulsada del Kominform. Aquest acte va causar que la proposta per a la unificació de Macedònia no prosperés a causa del distanciament de Bulgària cap a Iugoslàvia.
A la dècada de 1950, una de les principals polítiques de Tito va estar orientada a la consolidació de la identitat de la nació macedònia. No obstant això, Bulgària i Grècia refutaren qualsevol proposta referent a l'existència d'una nació macedònia separada. Les controvèrsies sobre el nom del país van començar perquè Grècia creia que es tractava d'una reclamació territorial a les costes de la regió grega de Macedònia.
Des de la creació de la República Popular de Macedònia (denominada República Socialista de Macedònia després de 1963), el govern local en Skopie va promoure una campanya per al reconeixement internacional d'una nació macedònia. Per això, els historiadors de la zona van començar a qüestionar l'origen grec dels antics macedonis, aconseguint d'aquesta forma indecisió sobre la presència cultural grega, sèrbia i búlgara a Macedònia. Aquest argument va ser desmentit després dels descobriments de les excavacions en Vergina durant la dècada de 1970 i 1980; que van demostrar que els antics macedonis parlaven grec.
A partir de la independència per part de la República Socialista de Macedònia de Iugoslàvia en 1991, van començar les disputes d'aquest primer pel seu reconeixement internacional segons el seu nom constitucional.

## Desenvolupament de la disputa

### Començament de la disputa
Després de la independència de la República de Macedònia en 1991, es va retardar constantment el seu ingrés en l'Organització de les Nacions Unides i en la Comunitat Econòmica Europea (CEE) per l'oposició de Grècia. La CEE durant el Comitè d'Arbitratge de Badinter va declarar que la República de Macedònia satisfeia les condicions per al seu reconeixement internacional, encara que el govern grec va declarar la seva disconformitat respecte a aquesta declaració per les seves diferències amb el govern macedoni pel nom del país, la seva constitució i la seva bandera a causa de l'ús del símbol del Sol de Vergina o estel argéada, un símbol propi de la històrica regió grega de Macedònia.
En un intent d'invalidar la decisió del reconeixement internacional de la República de Macedònia, el govern grec va intentar persuadir de manera infructuosa a la CEE perquè aprovés un decret de reconeixement però amb la condició de vetar-ho, si sostenia «una posició hostil cap a Grècia mitjançant l'ús de propaganda i d'una denominació que impliqui reclamacions territorials».
Els més importants partits polítics de Grècia van acordar el 13 d'abril de 1992 que la paraula «Macedònia» no podria usar-se en el nom del nou país. La diàspora grega als Estats Units també va donar suport a la decisió del govern grec per mitjà d'anuncis en les edicions del The New York Times entre el 26 d'abril i el 10 de maig de 1992 que exhortaven al president George Bush a «no ignorar les inquietuds del poble grec reconeixent a la República de Skopie com Macedònia». El Consell Europeu en 1992 per tant va expressar la disposició de «reconèixer a l'Antiga República Iugoslava de Macedònia i les seves fronteres... sota un nom que no inclogués el terme "Macedònia"».
Les objeccions gregues van retardar d'igual manera el reconeixement internacional de la República de Macedònia. Aquest país va intentar ingressar a l'ONU el 30 de juliol de 1992, però només uns pocs països com Bulgària i Turquia havien reconegut el seu nom constitucional abans de la seva admissió a l'ONU en 1993. L'esclat a la regió de la guerra de Bòsnia, ocorreguda a Bòsnia i Hercegovina i Croàcia, va obligar a la comunitat internacional a accelerar l'estabilització de Macedònia. El conflicte va motivar l'enviament de la missió de pau per part de la Força de Protecció de les Nacions Unides al desembre de 1992 per controlar possibles violacions de les fronteres per part de Sèrbia.

### Negociacions inicials
El 1992, el Fons Monetari Internacional, el Banc Mundial i els participants de la Conferència Internacional sobre l'Antiga Iugoslàvia van adoptar l'apel·latiu de la «Antiga República Iugoslava de Macedònia» per debatre i acordar tractes amb aquest país. Així mateix, França, Espanya i el Regne Unit van proposar l'ús d'aquesta accepció per a l'autorització del seu ingrés a l'ONU. El Secretari General de les Nacions Unides va comunicar aquesta proposta de nom el gener de 1993, però va ser rebutjada immediatament pel ministre de Relacions Exteriors de Grècia, Michael Papacostaninou, qui va argumentar que:
El president de la República de Macedònia Kiro Gligorov va comunicar el seu desacord en l'ús de la denominació proposada per l'ONU al President del Consell de Seguretat de Nacions Unides:
També han existit pretensions territorials per part d'alguns nacionalistes serbis, els qui usen l'apel·latiu «Sèrbia del Sud» en referència a l'annexió del territori macedoni en 1913 per Sèrbia.
El suport que va rebre Grècia al principi dels seus aliats de l'OTAN i la Comunitat Econòmica Europea va disminuir a causa de certes tendències de línia dura presents al govern grec i pel desconeixement absolut de les sancions imposades al president iugoslau Slobodan Milošević. Les tensions dins de la CEE van ser exposades pel ministre de relacions exteriors danès, Uffe Ellemann-Jensen, qui va descriure la postura dels representants grecs al Parlament Europeu com a «ridícula» i va expressar que «el Consell de Seguretat i molts dels membres de la Comunitat [la Comunitat Econòmica Europea] donaran suport al reconeixement de Macedònia». El primer ministre grec Constantinos Mitsotakis va ser molt més flexible en els seus plantejaments que alguns polítics del partit Nova Democràcia.
El 7 d'abril de 1993, el Consell de Seguretat de l'ONU va admetre finalment la filiació de la República de Macedònia mitjançant la Resolució 817. En l'Assemblea General de les Nacions Unides es va proposar la següent recomanació:
Finalment, la sol·licitud va ser acceptada el 8 d'abril de 1993 per l'Assemblea General per mitjà de la Resolució 225. Aquest dia, la República de Macedònia es va convertir en el membre nº181 ingressat a l'ONU.
Aquesta resolució es va redactar de manera acurada en un intent d'aconseguir un acord capaç de conciliar les objeccions d'ambdues postures en la disputa. La redacció de la resolució es va fonamentar en quatre principis:
- L'apel·lació «Antiga República Iugoslava de Macedònia» és solament provisional i el seu ús serà discontinuat quan es resolgui la disputa.[29]
- Aquest terme no és un nom, sinó una referència neutral a Macedònia en la disputa. L'ONU encara no ha determinat definitivament el nom del país.[29] El president del Consell de Seguretat de l'ONU va declarar que el nom «simplement reflecteix el fet històric que aquest país va pertànyer a l'antiga Iugoslàvia».[30]
- El terme és utilitzat de manera obligatòria per l'ONU segons la Resolució 817, però aquesta no proposa que les altres organitzacions estatals anés de l'ONU ho utilitzin.[29]
- El terme no implica cap connexió entre la República de Macedònia i la República Federal de Iugoslàvia, país oposat a l'històric sistema socialista de l'antiga Iugoslàvia.[30]

En qualsevol cas, aquesta convenció de títols ha estat adoptada per altres organitzacions internacionals independentment de la decisió presa per l'ONU. La comunitat internacional va reconèixer a la República de Macedònia de manera tardana. El 13 d'octubre de 1993, Xina va ser el primer país que va reconèixer a la República de Macedònia després de la decisió de l'ONU. Després, el 16 de desembre del mateix any, sis països de la CEE (Dinamarca, Alemanya, França, Itàlia, els Països Baixos i el Regne Unit) van decidir també acceptar a la República de Macedònia sota la designació donada per l'ONU. El 21 de desembre de 1993, Rússia va acceptar el reconeixement de Macedònia, mentre que Japó i Estats Units ho van fer el 3 i 9 de febrer de l'any següent, respectivament. Per la seva banda, Grècia no va adoptar el nom usat per l'ONU, ni ha reconegut a la República de Macedònia des de llavors.

#### Conseqüències de les negociacions inicials
Malgrat l'aparent èxit de la Resolució 817 de l'ONU, van sorgir protestes originades per sectors nacionalistes en oposició al citat acord en tots dos països. A Grècia, van sorgir sentimentalismes en contra de la cultura occidental i els Estats Units en reacció a les discrepàncies dels països de la CEE i de l'OTAN pel que fa a les opinions del govern grec. El govern de Mitsotakis a mitjan 1993 tenia amb prou feines una majoria de dos escons al parlament i sofria pressions dels partits nacionalistes. Després de l'admissió de Macedònia, l'ex-ministre de Relacions Exteriors Antonis Samaras va abandonar el partit Nova Democràcia juntament amb tres diputats molests per la política feble del primer ministre pel que fa a la «qüestió macedònia». Aquesta suposada absència de compromís va privar al partit Nova Democràcia de la seva majoria parlamentària i va provocar la derrota del govern de Mitsotakis en les eleccions parlamentàries de 1993 per part del partit Moviment Socialista Panhelénico, el líder del qual Andreas Papandreou va introduir al seu govern una política més estricta en la disputa pel que fa al nom de Macedònia.

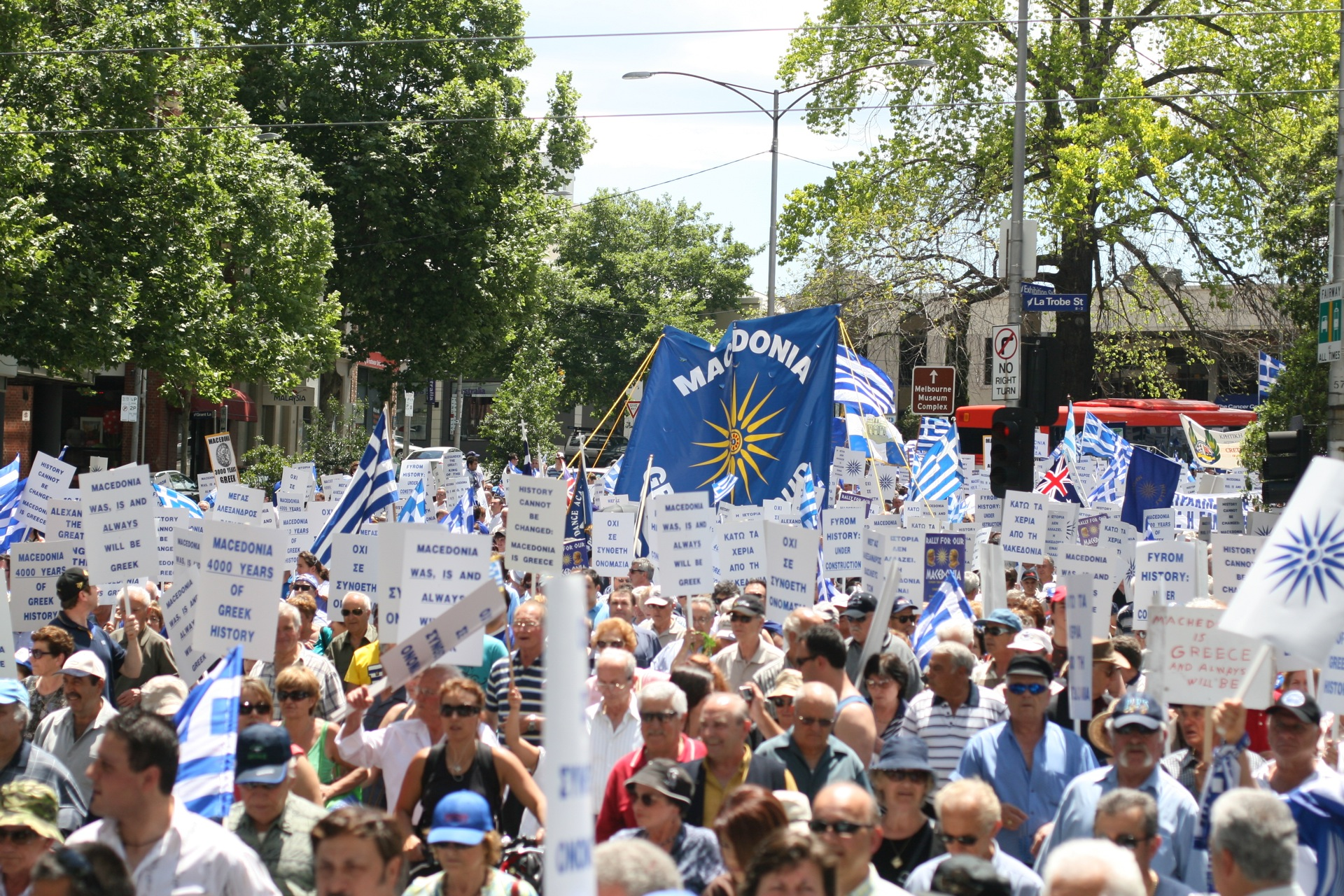
Protesta a Melbourne, Austràlia per part de la diàspora grega.

El govern de la República de Macedònia es va enfrontar també a alguns grups opositors, els qui van realitzar protestes a les ciutats de Skopje, Kòtxani i Resen rebutjant l'aprovació de la Resolució 817 de l'ONU. El parlament macedoni va acceptar l'acord de l'ONU amb un estret marge; amb 30 vots a favor, 28 vots en contra i 13 abstencions.
L'abast geogràfic de la protesta pel nom de Macedònia no es va limitar únicament als Balcans; ja que a diverses ciutats europees, nord-americanes i australianes, diverses comunitats d'immigrants grecs i macedonis van defensar les seves posicions sobre la disputa per mitjà de manifestacions. El reconeixement de la República de Macedònia per Austràlia al març de 1994, va motivar un brot de violència entre les comunitats gregues i macedònies d'aquest país.
La radicalització de la disputa va portar al govern grec a imposar un embargament econòmic contra la República de Macedònia a principis de 1994 amb el propòsit de detenir les amenaces generades per les polítiques irredentistes del govern macedoni. Finalment, el govern grec en 1995 va accedir a interrompre l'embargament econòmic contra la República de Macedònia mitjançant la signatura d'un acord que va aconseguir el reconeixement diplomàtic de la República de Macedònia.

### Acord interí

Bandera de la República de Macedònia entre 1992 i 1995 amb el Sol de Vergina al centre.

Bandera actual de la República de Macedònia.

Grècia i la República de Macedònia van establir un acord interí signat a Nova York el 13 de setembre de 1995 amb mediació de l'ONU. Sota aquest conveni, la República de Macedònia va retirar el símbol del Sol de Vergina de la seva bandera, així com les clàusules de la seva constitució de 1991 que fomentaven el irredentismo. Aquest compromís va permetre la integració de la República de Macedònia en diversos organismes internacionals com el Consell d'Europa, l'Organització per a la Seguretat i la Cooperació a Europa i Associació per a la Pau. No obstant això, no va haver-hi un consens a identificar cadascun dels països pel seu nom, la qual cosa va evitar el rebuig dels representants grecs a usar el terme de «Macedònia» per referir-se a aquest país. Aquesta llei va entrar en efecte el 15 d'octubre de 1995 amb el cessament de l'embargament econòmic grec.

### Proposada dels dos noms oficials
A l'abril de 2005, Matthew Nimetz, un mediador de l'ONU, va suggerir l'ús de «Republika Makedonija-Skopje» per a esdeveniments oficials. Grècia no va acceptar la proposta, però la va considerar com un començament per a les negociacions constructives. El primer ministre de Macedònia Vlado Bučkovski va rebutjar de ple la proposta i va proposar que la Comunitat Internacional usés «República de Macedònia», mentre que Grècia empraria la denominació d'«Antiga República Iugoslava de Macedònia».
Nimetz va proposar a l'octubre del mateix any que la denominació de «Republika Makedonija» fos usada per aquells països que reconeguessin el nom constitucional de Macedònia, Grècia aplicaria l'apel·latiu de «Republika Makedonija–Skopje» i les organitzacions i institucions internacionals emprarien la denominació «Republika Makedonia». Aquesta segona proposta de Nimetz va ser rebutjada també per Grècia, mentre que Macedònia la va qualificar com una proposició amb una bona base per resoldre la disputa.
Tots els partits polítics a Grècia, amb excepció del partit Concentració Popular Ortodoxa donen suport a la inclusió del qualificatiu al nom de la República de Macedònia i d'igual manera aquests rebutgen la proposta dels dos noms oficials.

### Intents de negociacions per a l'ingrés de Macedònia a la UE i l'OTAN
Les aspiracions de la República de Macedònia per ingressar a la Unió Europea i a l'OTAN amb el seu nom constitucional han causat enfrontaments amb Grècia. Segons l'Acord interí de l'ONU, Grècia es va comprometre a no interferir en l'ingrés de la República de Macedònia en les organitzacions internacionals, si aquesta ho feia sota l'apel·lació provisional de la Resolució 817 de l'ONU. La ministra de Relacions Exteriors de Grècia Daura Bakoyianni va recalcar que «el Parlament Hel·lènic de cap manera ratificarà l'accés del seu país veí (Macedònia) a la UE i a l'OTAN si la disputa encara no ha estat resolta».
L'ex primer ministre de Grècia Kostas Karamanlis ha sostingut el compromís de Grècia a no exercir el seu dret de veto, encara que va afirmar que podria dificultar la pertinença de la República de Macedònia a la UE i l'OTAN si era acceptada en aquestes organitzacions sota el seu nom constitucional.

El 19 de febrer de 2008 a Atenes, es va convocar una reunió on van participar els delegats dels dos països sota els auspicis del mediador de l'ONU, Matthew Nimetz. La conclusió de les negociacions va ser publicada en el diari grec To Vima; i després aquesta notícia també va circular en altres agències de notícies gregues. Aquest acord estava basat en vuit punts i el seu objectiu principal era el d'aconseguir una solució conjunta a la disputa per a l'aplicació d'un nom únic per a la República de Macedònia a escala internacional. Contenia una llista de cinc noms oficials proposats:
- «República Constitucional de Macedònia»
- «República Democràtica de Macedònia»
- «República Independent de Macedònia»
- «República de Nova Macedònia»
- «República de Macedònia del Nord»

El 2 de març de 2008 a Nova York, Nimetz va anunciar que les propostes van fallar a causa de les diferències entre els dos països. Per tant, no hi hauria cap progrés per a la solució de la disputa fins que s'arribés a un compromís favorable per a tots dos. Després dels advertiments de l'ex primer ministre Karamanlis de vetar a la República de Macedònia, els mitjans de comunicació grecs van donar per fet el rebuig d'aquesta a la cimera de Ministres d'Afers exteriors de l'OTAN celebrada a Brussel·les el 6 de març de 2008. En una enquesta duta a terme a Grècia, el 84% dels enquestats van donar suport a la postura de vetar l'ingrés de la República de Macedònia a l'OTAN fins que es resolgués la disputa.
Com va ser anticipat, el dia de la cimera a Brussel·les, Daura Bakoyianni va declarar:
Després de la cimera de Brussel·les, la coalició governant en la República de Macedònia va patir una desestabilització per part del Partit Democràtic dels Albanesos que pretenia enderrocar al govern del primer ministre Nikola Gruevski perquè la seva política va estar canalitzada principalment cap a les disputes amb Grècia i per no complir l'objectiu de la consolidació dels drets de la minoria albanesa a Macedònia. Posteriorment els representants dels quatre partits polítics més importants de la República de Macedònia van decidir donar suport al govern de Nikola Gruevski fins a la cimera de l'OTAN a Bucarest el 4 d'abril de 2008.

### Final de la disputa
El juny de 2018, els dos països van arribar a un acord per mitjà de l'acord del Prespa, pel qual l'Antiga República Iugoslava de Macedònia passaria a anomenar-se Macedònia del Nord. Aquest va ser ratificat l'any 2019 pels parlaments dels dos estats.